# Stara Kopalnia w Wałbrzychu
Centrum Nauki, Kultury i Sztuki Stara Kopalnia w Wałbrzychu – placówka muzealna, zlokalizowana na terenie zabytkowej Kopalni Węgla Kamiennego „Julia”. Otwarta została 9 listopada 2014 roku po gruntownym rozbudowaniu Muzeum Przemysłu i Techniki mieszczącego się w tym miejscu od 1999 roku. Stara Kopalnia została wpisana 2015 roku na listę Europejskiego Szlaku Dziedzictwa Przemysłowego – ERIH.

## Obiekty Centrum Nauki i Sztuki „Stara Kopalnia”
Na „Centrum” składają się:
- Muzeum Przemysłu i Techniki.
Zwiedzającym udostępniono większość obiektów należących do byłej kopalni, między lampownię, budynek maszyny wyciągowej, nadszybie szybu "Julia", warsztaty mechaniczne, plac kopalniany (na którym znajdują się m.in. lokomotywy i wozy transportowe). W przyszłości planuje się udostępnienie do zwiedzania fragmentu XVIII-wiecznej tzw. „Lisiej sztolni” położonej na głębokości 30 metrów. Zwiedzanie muzeum odbywa się wyłącznie z przewodnikiem; obiekt jest dostępny dla osób niepełnosprawnych.
- Centrum Ceramiki Unikatowej zaadaptowanej z zabudowy poprzemysłowej,
- Galeria Sztuki Współczesnej,
- dawna siedziba Wałbrzyskiego Ośrodka Kultury – instytucja zakończyła działalność z dniem 31 grudnia 2023 r. Na mocy uchwały Rady Miejskiej Wałbrzycha została formalnie połączona ze Starą Kopalnią. Od 1 stycznia 2024 r. funkcjonuje już wyłącznie jedna jednostka: Centrum Nauki, Kultury i Sztuki Stara Kopalnia w Wałbrzychu,
- siedziba Zespołu Pieśni i Tańca "Wałbrzych",
- siedziby organizacji pozarządowych i miejskich instytucji kultury na terenie dawnej Kopalni Węgla Kamiennego „Julia” w Wałbrzychu.

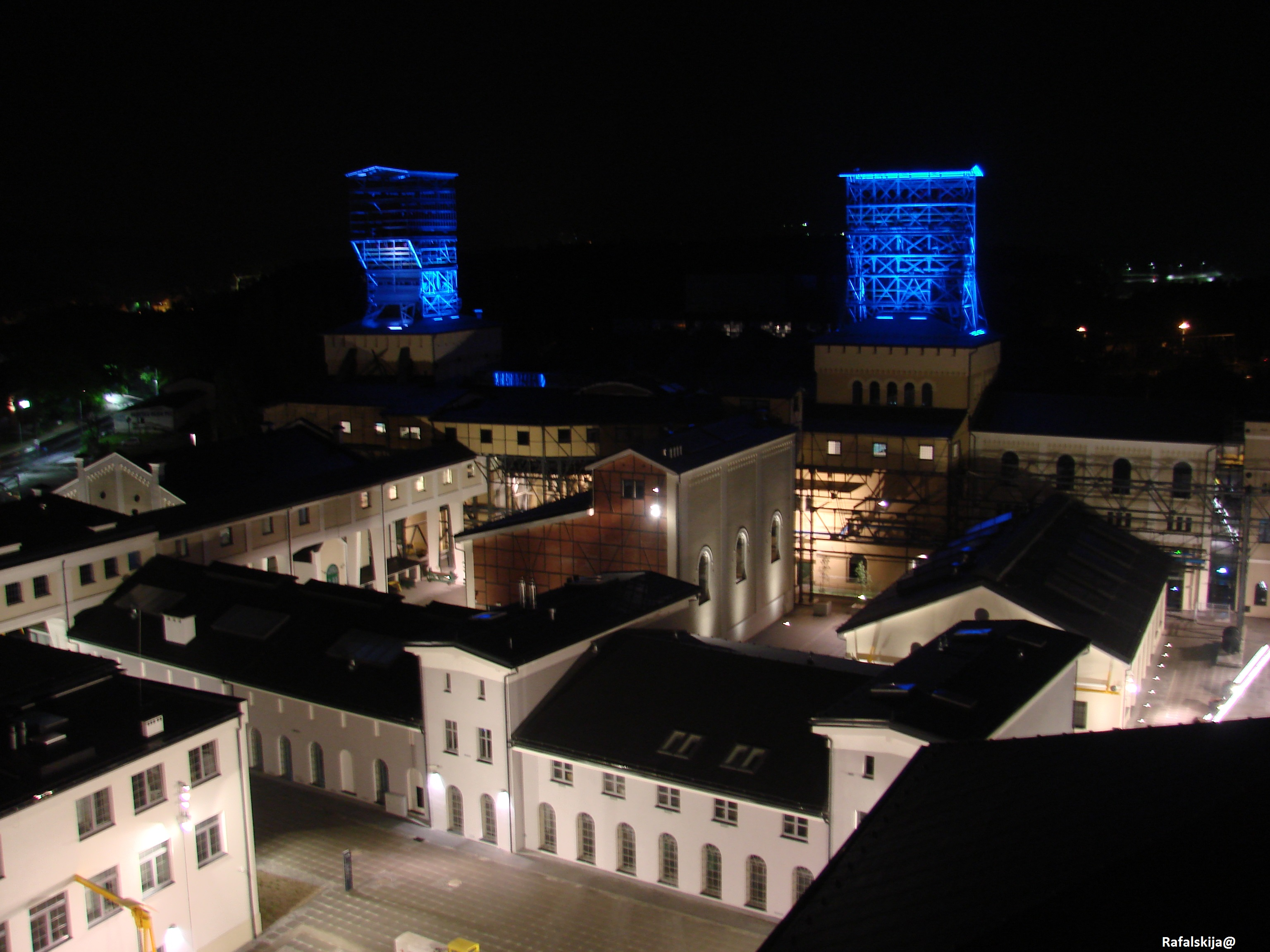
Wałbrzych Stara Kopalnia – Centrum Nauki i Sztuki po remoncie i adaptacji

## Zarys historii kopalni
W 1770 r. w Wyższym Urzędzie Górniczym w Złotym Stoku zarejestrowano kopalnię węgla pod nazwą „Fuchs”, która powstała z połączenia licznych niewielkich kopalń, istniejących na terenie gminy Biały Kamień od XVI wieku. Po zarejestrowaniu gwarectwa eksploatacja pokładów węgla prowadzona była wyrobiskami powierzchniowymi za pomocą sztolni i szybików. W 1791 r. w Lisim Wzgórzu zaczęto drążyć "Lisią Sztolnię". W latach 1857 i 1860 do gwarectwa "Fuchs" dołączono następne małe kopalnie oraz następną sztolnie o nazwie "Friedrich Wilhelm".
Istotnym dla rozwoju gwarectwa był rok 1865, kiedy to opracowano projekt opartej o nowoczesne rozwiązania techniczne kopalni głębinowej. W 1867 r. oddano do użytku głębiony według tego projektu szyb „Julius” (dzisiaj „Julia”), którego głębokość docelowo wyniosła 611 m. Dwa lata później powstał drugi szyb kopalni – „Ida” (dzisiejsza „Sobótka”) w odległości 55 metrów od pierwszego szybu, a w 1884 r. szyb "Dampf", wszystkie z "basztowymi", murowanymi wieżami wyciągowymi typu Malakow.
Pogłębianie szybu "Ida" trwało aż do 1946 r., kiedy uzyskał ostateczną głębokość 443 metrów i udostępnił 5 poziomów wydobywczych (10 pokładów węgla). Urządzeniem wyciągowym była dwupiętrowa winda (tzw. „klatka”), która mieściła po dwa wozy na piętrze. Udźwig podczas wydobycia urobku sięgał 3 ton. W 1999 r. szyb został zasypany kamieniem na odcinku około 400 metrów (pozostawiono 50-metrowy odcinek od powierzchni celem zejścia schodami do „Lisiej sztolni”). W 1907 r. poszerzono obszar górniczy przez przyłączenie kopalni „David”, wydobywającej węgiel z sąsiedniej dzielnicy Konradów, a w 1931 r. kopalnię „Segen Gottes” (dzielnica Stary Zdrój). Po zakończeniu II wojny światowej kopalnia „Fuchs” przeszła pod polski zarząd, a jej nazwa została zmieniona na „Julia”. Krótko, bo od 1946 do 1949 r., nosiła nazwę „Biały Kamień”, następnie od 1950 do 1993 – „Thorez” (na cześć francuskiego komunisty Maurice’a Thoreza). W 1993 r. powrócono do nazwy „Julia”.
W kopalni eksploatowano pokłady węgla warstw wałbrzyskich, a roczne wydobycie wynosiło od 650 tys. do 800 tys. ton. Ze względu na nierentowność kopalnia została postawiona w stan likwidacji w 1990 r. Ostatni wózek z węglem wyjechał na powierzchnię 20 września 1996 r., a 17 września 1998 r. zakończono likwidację wyrobisk podziemnych.

### Powstanie muzeum
Rada Miasta Wałbrzycha 26 sierpnia 1999 r. podjęła uchwałę o utworzeniu oddziału wałbrzyskiego muzeum (przez zmianę statutu). 31 grudnia tego samego roku Zarząd Miasta Wałbrzycha przekazał nieodpłatnie Muzeum teren Zakładu Górniczego „Julia” przy ul. Wysockiego w celu zorganizowania na nim Oddziału Muzeum Przemysłu i Techniki. 6 kwietnia 2001 r. Wojewoda Dolnośląski przekazał nieodpłatnie Gminie Wałbrzych prawo własności Kopalni Węgla „Julia” (grunty i budynki z wyposażeniem) w celu prowadzenia Muzeum Przemysłu i Techniki.
17 września 2004 r. Wojewódzki Urząd Ochrony Zabytków we Wrocławiu wpisał do rejestru zabytków województwa dolnośląskiego zespół 14 obiektów kopalni.

## Obiekty zabytkowe

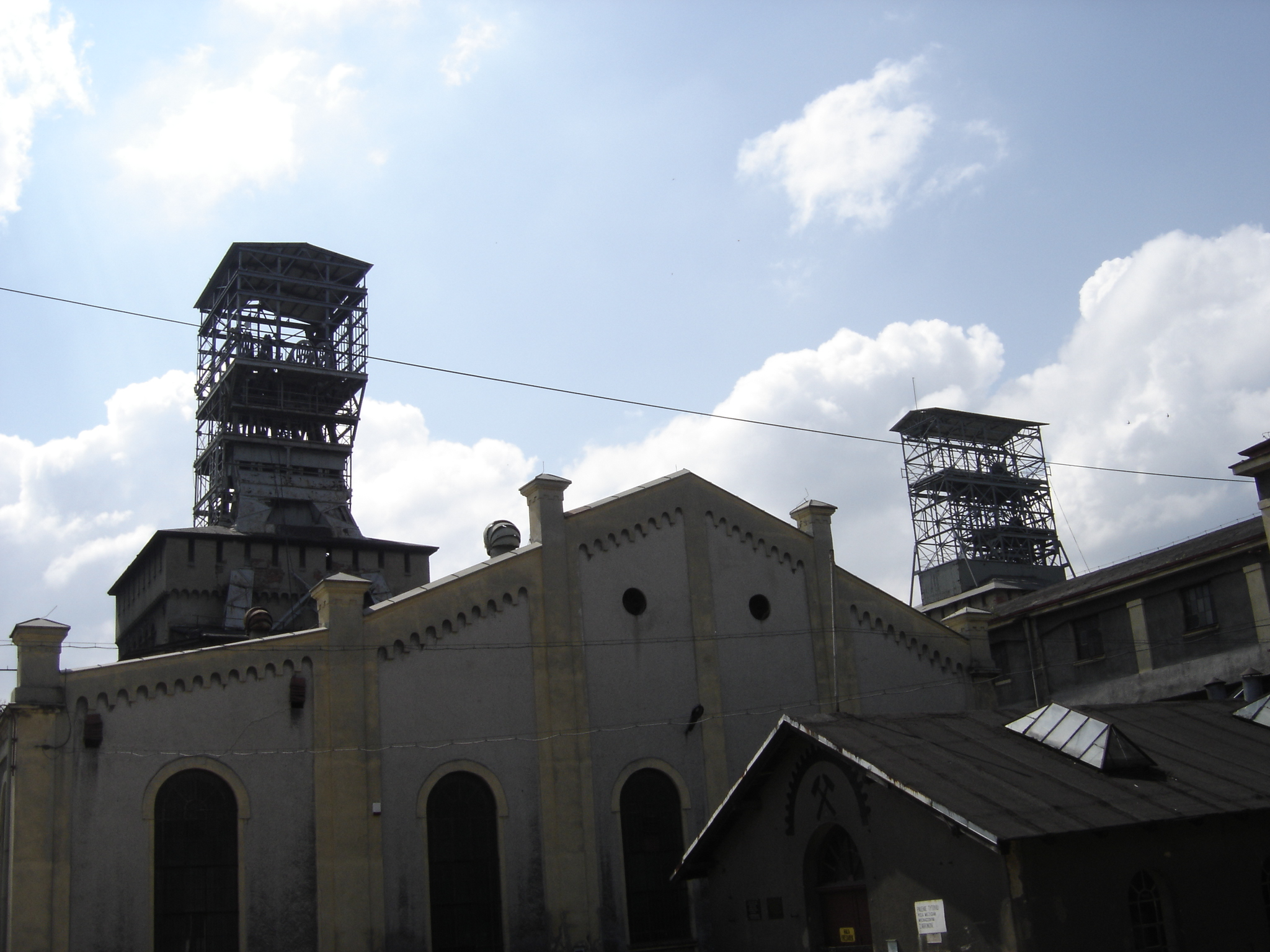
Wieże wyciągowe szybów: „Julia” (po lewej) i „Sobótka” (po prawej)

Do dziś przetrwały murowane basztowe wieże wyciągowe szybów „Julius” (teraz „Julia”) i „Ida” („Sobótka”), swoim wyglądem nawiązujące do dawnych wież obronnych. Ich wystrój architektoniczny wykonano w stylu klasyczno-renesansowym. Ten typ wież był od lat 50. XIX wieku powszechnie stosowany w kopalniach głębinowych ze względu na masywną konstrukcję wytrzymującą ciężar umieszczonych w niej urządzeń wyciągowych i wydobywanego urobku. Po wojnie krymskiej ten typ basztowych wież wyciągowych zyskał nazwę „Malakoff-Turm” (od fortu „Malakow”, zwanego także „Małachow”, w Sewastopolu). Pod koniec XIX wieku, zgodnie z panującymi wówczas trendami, wkomponowano w nie wieże stalowe („Julius” w 1893 r., „Ida” w 1903 r.).
W czasie pogłębiania obu szybów wybudowano pomiędzy nimi kotłownię nr 1 pod postacią wieży z otaczającymi je wieżyczkami. Ten trzypiętrowy budynek, o wysokości 15 metrów, został zbudowany na fundamencie murowanym. W 1885 r. kotłownia została zlikwidowana, a wnętrze budynku zaadaptowano na łaźnię i pralnię. Na trzecim piętrze znalazł się pomost obiegu wózków nadszybia. W 1915 r. wybudowano w sąsiedztwie nową łaźnię dla górników, a pomieszczenia przy szybach przeznaczono na łaźnię dla kobiet pracujących w sortowni węgla oraz na pralnię i magazyny szybowe.
Poza tymi obiektami na terenie byłej kopalni znajdują się również warsztaty mechaniczne z 1872 r., zachowane maszyny i urządzenia wyciągowe szybu „Sobótka” z 1912 r. wraz z oprzyrządowaniem oraz wchodzące w skład zakładu przeróbki mechanicznej węgla: sortownia z 1888 r., płuczka i flotacja węgla z lat 1902–1914.

## Ekspozycja
Trasa zwiedzania:

### Zabytkowa kopalnia „Julia”
- Łaźnia Łańcuszkowa
- Lampownia z dyspozytornią i makietą Lisiej Sztolni
- Maszyny wyciągowe szybu „Julia” z 1911 r.,
- Maszyny warsztatu mechanicznego,
- Wielkogabarytowe maszyny i urządzenia transportu kopalnianego,
- Wieża widokowa wybudowana w miejscu dawnej chłodni kominowej,
- Trasa podziemna - sztolnia szkoleniowa i tunel odstawy kamienia - z maszynami i urządzeniami górniczymi do urabiania i ładowania węgla.

## Lisia Sztolnia

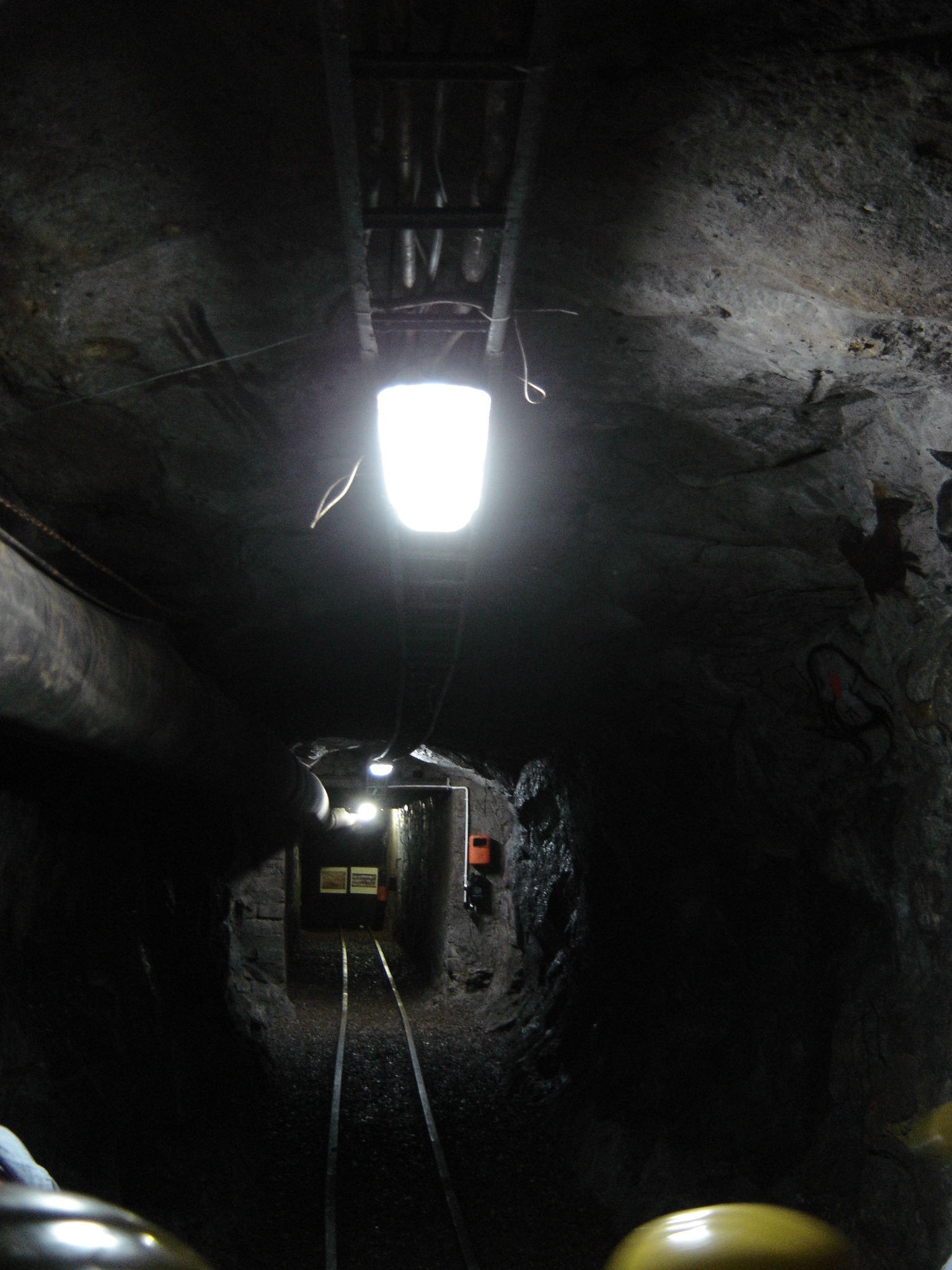
„Lisia Sztolnia” (2008 r.)

Jednym z najciekawszych obiektów należących do Muzeum jest sztolnia zwana „Lisią”. Jej niezwykłość polega na tym, że była ona wypełniona wodą do wysokości 1 m, a transport węgla odbywał się łodziami. Była to pierwsza na kontynencie europejskim podziemna sztolnia przystosowana do takiego transportu węgla, co w XVIII wieku było dużym osiągnięciem technicznym.
Lisią Sztolnię (położoną na Lisim Wzgórzu – stąd nazwa) zaczęto drążyć w 1791 r. na poziomie +410 m n.p.m. Gdy sztolnia sięgnęła 655 m długości wstrzymano na jakiś czas jej dalszą budowę i przystąpiono do drążenia chodników w pokładach węglowych. We wrześniu 1794 r. poprzez budowę odpowiedniej przytamki spiętrzono wodę w sztolni do wysokości 1 m. Pomysłodawcą drążenia sztolni, a zwłaszcza wprowadzenia transportu węgla łodziami, był Friedrich Wilhelm von Reden (ówczesny dyrektor Wyższego Urzędu Górniczego we Wrocławiu). Spotkał się on z taką metodą wydobycia urobku w górach Harzu, gdzie budowę podobnej sztolni w tamtejszych kopalniach kruszcowych rozpoczął w roku 1777 jego stryj, Claus Friedrich von Reden. Oficjalne otwarcie sztolni nastąpiło 18 września 1794 r. Upamiętniono to kamienną tablicą z wykutym na niej okolicznościowym napisem. W pierwszej łodzi do sztolni wpłynął sam Reden, natomiast pierwsza łódź wypływająca ze sztolni wyładowana była już węglem.
Sztolnię drążono do 1821 r. Przecinała ona skały należące do warstw żaclerskich (zlepieńce, piaskowce, łupki ilaste i piaszczyste), udostępniając górnikom 12 pokładów węgla o grubości 0,9–2,9 m. W zależności od sytuacji górniczo-geologicznej w sztolni stosowano obudowę murową kamienną (46%), drewnianą (17%), zaś w miejscach o zwięzłych, mocnych skałach w stropie i ociosach obudowy nie stosowano. W czasie drążenia sztolni co 100–200 m wykonywano szybiki („świetliki”) na powierzchnię, służące poprawieniu wentylacji (obecnie zamurowane i zasypane). Łączna długość sztolni wynosiła 1593 m, jej szerokość dochodziła do 2,7 m, a wysokość do 2,9 m. W odstępach co 300 m wyrobisko było poszerzone do 3,8 m w celu umożliwienia wymijania się łodzi płynących w przeciwnych kierunkach. W końcowym okresie (1854 r.) wyrobisko nawigacyjne (umożliwiające ruch łodzi) uzyskało długość 2100 m, a jeden cykl przepływu łodzi trwał ok. 3 godz. Wydajność dobowa sztolni przy takiej odstawie urobku wynosiła ok. 100 ton. W celu sprawnego rozładunku węgla, odbywającego się w znacznym stopniu ręcznie, przy wylocie sztolni zbudowano basen portowy o powierzchni ok. 650 m² z odpowiednio wyposażonymi nabrzeżami, mogący pomieścić do 50 łodzi. W 1854 r. duże zapotrzebowanie na węgiel wpłynęło na decyzję o usunięciu z niej wody, zbudowaniu torowiska i wprowadzeniu koni do ciągnięcia wózków. Dzięki temu jej wydajność wzrosła do 480 ton na dobę. W 1867 r. zgłębiono szyb „Julia” do poziomu sztolni, co umożliwiło ciągnięcie urobku szybem. Sztolnia przestała pełnić rolę drogi transportowej i w tym samym roku została otamowana.
Od początku istnienia sztolni udostępniano ją turystom. Zwiedzającymi byli m.in.: Fryderyk Wilhelm III z żoną Fryderyką Luizą (1801 r.), ambasador Stanów Zjednoczonych w Berlinie John Quincy Adams – późniejszy prezydent, małżonka cara Mikołaja I – Aleksandra Fiodorowna (1838 r.), a także księżna Izabela Czartoryska (1816), która opisała wygląd sztolni oraz sposób jej zwiedzania w pamiętnikach Dyliżansem po Dolnym Śląsku.
W dniu 26.05.1961 r. Lisia Sztolnia jako wyjątkowy zabytek techniki, dokumentujący historię górnictwa wałbrzyskiego, została wpisana do rejestru zabytków.

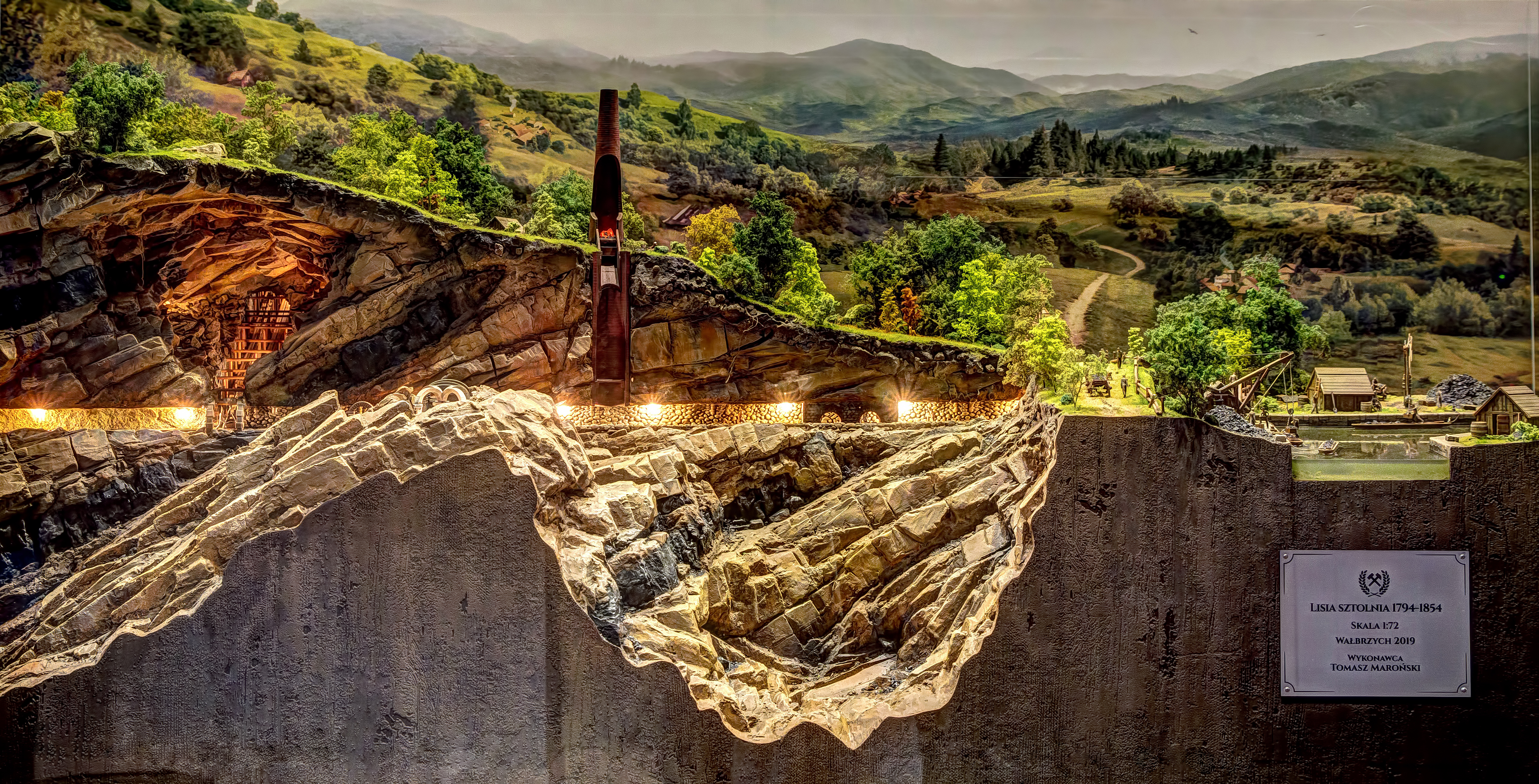
Makieta Lisiej Sztolni. Tomasz Maroński. (2019 r.).

 Po utworzeniu w 1995 r. Oddziału Muzeum Przemysłu i Techniki przy Muzeum Okręgowym w Wałbrzychu na terenie Zakładu Górniczego "Julia" dokonano penetracji Lisiej Sztolni w aspekcie jej adaptacji do celów turystycznych. Drożnych było wówczas jedynie 340 metrów sztolni. W latach 2000–2001 sztolnię udrożniono i wyremontowano na długości 1302 m. Planowano m.in. zabudowę w szybie "Sobótka" windy osobowej do zjazdu turystów z powierzchni na poziom Lisiej Sztolni oraz wykonanie długiego na około 300 m koryta wodnego do spławiania turystów łodziami. Jednocześnie stwierdzono jednak, że na skutek eksploatacji niżej położonych pokładów węgla poziom sztolni znacznie obniżył się, lokalnie nawet o 13,21 m. Gdy w 2001 r. Wałbrzyskie Kopalnie Węgla Kamiennego w Likwidacji z przyczyn oszczędnościowych zmieniły projekt zabezpieczający obiekty miasta przed zagrożeniem wodnym w następstwie zatapiania podziemnych kopalń węgla okazało się, że większa część planowanej trasy zostanie najprawdopodobniej zatopiona. W związku z tym Muzeum w Wałbrzychu z dniem 1 czerwca 2002 r. udostępniło do pieszego ruchu turystycznego jedynie długi na 201 m, wylotowy odcinek Lisiej Sztolni i 69 m odcinek pochylni wyjściowej przy ul. Reja.
Sztolnia została na skutek intensywnych opadów zalana już w sierpniu tego samego roku. Obiekt wyłączono z ruchu turystycznego. Jednocześnie pogorszyły się warunki wentylacji, nastąpiło gromadzenie się dwutlenku węgla i spadek zawartości tlenu. Miało to swe tragiczne skutki w 2014 r., kiedy w głębi sztolni, oficjalnie niedostępnej, zginęło w wyniku uduszenia dwóch mężczyzn kradnących złom. Projekt dalszej rewitalizacji sztolni został zawieszony. Aktualnie (2021 r.) wejście do Lisiej Sztolni jest zabezpieczone, a sztolnia niedostępna. Nad sztolnią budowana jest estakada zachodniej obwodnicy drogowej Wałbrzycha. Od 2019 r. na trasie zwiedzania obiektów Muzeum znajduje się bardzo szczegółowa makieta zabytkowej Lisiej Sztolni.